# Devil: Amore e guerra
Devil: Amore e guerra (Daredevil: Love and War) è un graphic novel a fumetti scritto da Frank Miller e disegnato da Bill Sienkiewicz, pubblicato in Italia per la prima volta nel 1989 dalla Star Comics in lingua italiana. Originariamente venne pubblicato negli Stati Uniti dalla Marvel Comics nel 1986.
La storia narra il tentativo del boss del crimine Kingpin di salvare la propria amata moglie reduce da un trauma psichico pesantissimo. Nella storia avrà un ruolo marginale ma fondamentale il supereroe mascherato Devil, suo antico rivale.
Si tratta di un'opera notevole sotto molti aspetti, contrassegnata da un elevato livello di sperimentazione grafica e narrativa. Dal punto di vista grafico, Sienkiewicz adottò un approccio quasi impressionista: Devil è una macchia di colore rosso, una scia che risalta nella notte; Kingpin è enorme, quasi caricaturale; la moglie Vanessa rimanda alle figure femminili dell'arte europea; infine lo psicopatico è rappresentato con fattezze simili a un babbuino. Alcuni sfondi degli interni, e i motivi dei gilet indossati da Kingpin, inoltre, si richiamano alle decorazioni in uso nella carta da parati della secessione viennese.

## Trama
Victor, scagnozzo psicologimante instabile di Kingpin, boss del crimine di New York, ha rapito Cheryl, la compagna cieca dell'eminente psicologo francese Paul Mondat. Fisk intende ricattarlo e convincerlo a curare Vanessa, sua moglie, precipitata in una spirale di follia. Il vigilante Devil, alias l'avvocato Matt Murdock, cieco anch'egli, dovrà sfidare di nuovo il rivale di sempre.
Victor si innamorerà platonicamente di Cheryl e finirà per essere ucciso da ella stessa, a sua volta precedentemente liberata da Murdock e protetta in casa sua. Vanessa ritroverà se stessa grazie alle cure di Mondat, il quale la farà fuggire verso l'Europa, risultando un eroe in questa storia al pari, se non superiore all'uomo senza paura. Kingpin perderà ciò che egli stesso aveva definito nelle prime pagine la sua "via di fuga" dal suo impero criminale.